# Pseudomesauletes hustachei
Pseudomesauletes hustachei là một loài bọ cánh cứng trong họ Rhynchitidae. Loài này được Dalla Torre & Voss miêu tả khoa học năm 1937.